# (10973) Thomasreiter
(10973) Thomasreiter (1210 T-2) – planetoida z pasa głównego asteroid okrążająca Słońce w ciągu 3,36 lat w średniej odległości 2,24 j.a. Odkryła ją 29 września 1973 roku trójka holenderskich astronomów – Cornelis Johannes van Houten, Ingrid van Houten-Groeneveld i Tom Gehrels.